# Oecobia frauenfeldi
Oecobia frauenfeldi is een vlinder uit de familie van de zakjesdragers (Psychidae). De wetenschappelijke naam van deze soort is voor het eerst voorgesteld door Alexander Walker Scott in een publicatie uit 1864.
De soort komt voor in Australië (Nieuw-Zuid-Wales).